# Menhir de Creac'h Edern
Le menhir de Creac'h Edern, appelé aussi menhir de Trémaëc, est un menhir situé à Plouigneau dans le département français du Finistère.

## Historique
L'édifice est inscrit au titre des monuments historiques par arrêté du 27 octobre 1955.

## Description
C'est un monolithe en granite de Plourin d'environ 5,50 m de haut, 3 m de large pour une épaisseur de 1 m. 